# جيسيكا يورك
جيسيكا يورك (بالإنجليزية: Jessica York)‏ هي صحفية ومعلقة رياضية أمريكية، ولدت في 19 سبتمبر 1976.

## وصلات خارجية
- جيسيكا يورك على موقع IMDb (الإنجليزية)
- جيسيكا يورك على موقع قاعدة بيانات الفيلم (الإنجليزية)